# Ataques de piratas en Valparaíso
Durante los siglos XVI y XVII el principal puerto de Chile fue escenario de diversos saqueos e incursiones piráticas. Estos hechos junto a algunas catástrofes como terremotos y maremotos hicieron de Valparaíso un puerto con escasa población y precarias construcciones hasta casi el término del periodo colonial en contraposición a la urbe cosmopolita, núcleo comercial y financiero del país a fines del siglo XIX.

## Cronología
| Fecha                  | Descripción |
| ---------------------- | --- |
| 5 de diciembre de 1578 | Francis Drake en el puerto asaltó la nave de un comerciante que poseía unos 75.000 pesos en oro traído desde Valdivia. Durante tres días, el corsario y los suyos, permanecieron en Valparaíso desvalijando la villa completamente abandonada, cuyos habitantes sólo habían atinado a refugiarse en los cerros o internarse en los campos abandonándolo todo. Robó las botijas de vino que se encontraban en las bodegas del puerto. Saqueó la Iglesia La Matriz, haciendo parte de su botín un cáliz de oro, un crucifijo de plata y unas vinajeras. Abastecido de víveres, zarpó rumbo al norte, llevando consigo la nave asaltada y a uno de sus tripulantes llamado "Juan Griego", que usó como piloto. |
| 30 de marzo de 1587    | Cuando el corsario Thomas Cavendish pasó por Valparaíso, el puerto estaba cubierto por neblina por lo cual siguió hasta Quintero, en donde intentó desembarcar. Esta acción resultó ser fatal. En ese lugar fue sorprendido y derrotado por los hombres de Alonso de Sotomayor, en el combate murieron más de veinte marineros, siete fueron capturados y ahorcados inmediatamente, el resto logró huir malheridos hacia sus naves. Cavendish escapó rumbo al norte en dirección al Perú. |
| Abril de 1594          | Tras cruzar el Estrecho de Magallanes arriba a Valparaíso el corsario inglés Richard Hawkins saqueando el puerto, apropiándose del contenido de las bodegas y tres barcos, uno de ellos cargado de oro. Decide pedir un rescate por las pertenencias de los navíos, al no recibir respuesta en varios días. Quema los tres barcos y se embarca hacia el norte. Semanas después las noticias de la destrucción dejada por el corsario Hawkins son conocidas en el Perú. El 2 de julio frente a las costas de Atacames en el reino de Quito (actual Ecuador), la flota de Hawkins es aniquilada completamente. Luego fue hecho prisionero y enviado a España para ser enjuiciado.                             |
| Octubre de 1599        | El neerlandés Dirck Gerritsz Pomp llega a Valparaíso, con banderas blancas en sus mástiles por encontrarse su tripulación enferma y sin víveres. Las autoridades españolas del puerto lo toman prisionero y envían prisionero a El Callao. |
| 28 de marzo de 1600    | Al llegar a Valparaíso Oliver van Noort atacó el puerto en venganza por lo que antes se le había hecho a su compatriota Gerritsz, quemando tres naves y capturando un barco con sebo. Degolló a treinta marinos españoles que apresó, guardando solo un navegante, llamado Juan Sandoval, para que lo guiara al Perú, a quien arrojó al mar cuando ya no le era útil. Temeroso de correr la misma suerte de su compatriota Gerritsz frente a las costas peruanas, escapó directo a Asia. |
| 11 de junio de 1614    | Joris van Spielbergen arriba al puerto de Valparaíso con una flota compuesta de seis navíos al servicio de los Países Bajos. Doscientos hombres desembarcaron atacando los escasos recintos del poblado. Los españoles se defendieron disparando en contra de los botes de desembarco. El neerlandés se embarca y bombardea la playa, siendo este el primer bombardeo que sufrió Valparaíso y la última visita de un corsario de la cual se tenga registro. |